# Ноемі Львовскі

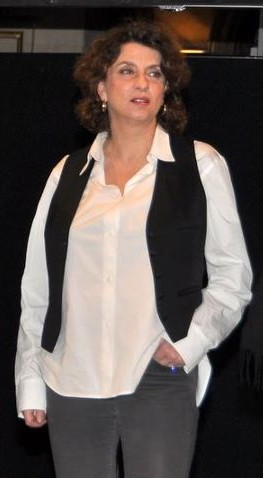
Ноемі Львовскі у 2012 р.

Ноемі Львовскі́ (фр. Noémie Lvovsky; нар. 14 грудня 1964, Париж, Франція) — французька акторка, кінорежисер та сценаристка.

## Біографія
Ноемі Львовські народилася 14 грудня 1964 року в Парижі. Вона - дочка єврейських батьків, які емігрували з України. Навчалася в кіношколі La Fémis, яку закінчила у 1986 році, разом з Арно Деплешеном, з яким вона працювала надалі. У її перших двох фільмах дебютувала Еммануель Дево.
У 1994 році поставила свій перший повнометражний ігровий фільм «Забудь мене».
Ноемі Львовскі була номінована чотири рази на премію «Сезар» у номінації «найкраща жіноча роль другого плану»: у 2002-му за фільм «Моя дружина — акторка», у 2006 за «Задній план» та у 2008 за «Акторки» (Сон попередньої ночі) Її фільм «Почуття» було номіновано на премію «Сезар» за найкращий фільм у 2004 році.
У 2012 році фільм «Камілла роздвоюється» було відібрано для участі в програмі «Два тижні режисерів» де він отримав Приз товариства драматичних авторів і композиторів (SACD).У 2013 році стрічка отримала 10 номінацій на премію «Сезар».

## Фільмографія
Акторка
| Рік  |    | Українська назва                             | Оригінальна назва                                            | Роль                      |
| ---- | -- | -------------------------------------------- | ------------------------------------------------------------ | ------------------------- |
| 2023 | ф  | Жанна Дюбаррі                                | Jeanne du Barry                                              | Енн де Ноай               |
| 2020 | ф  | Школа хороших дружин                         | La bonne épouse                                              |                           |
| 2016 | ф  | Шоколад                                      | Chocolat                                                     | мадмуазель Дельво         |
| 2014 | ф  | Тепла пора року                              | La Belle Saison                                              | Монік                     |
| 2014 | ф  | Тримайся прямо                               | Tiens-toi droite                                             |                           |
| 2014 | ф  |                                              | Les jours venus                                              | La Productrice            |
| 2014 | ф  | Моя старенька                                | My Old Lady                                                  | доктор Флоренс Горовіц    |
| 2014 | ф  | Клуб «Смуток»                                | Tristesse Club                                               | Ребекка                   |
| 2014 | ф  | Вікенди                                      | Week-ends                                                    | Сільветт                  |
| 2014 | ф  | Джек у царстві жінок                         | Jacky au royaume des filles                                  | Тата                      |
| 2013 | ф  |                                              | Chez nous c'est trois!                                       | Жанна Мілле               |
| 2012 | ф  | Камілла роздвоюється                         | Camille redouble                                             | Камілла                   |
| 2012 | ф  | Прощавай, Берто, або Похорони бабусі         | Adieu Berthe - L'enterrement de mémé                         | епізод                    |
| 2012 | ф  | Повернення додому                            | À moi seule                                                  | Сабіна Фаро               |
| 2012 | ф  | Прощавай, моя королево                       | Les adieux à la reine                                        | мадам Кампан              |
| 2011 | ф  | Канікули на морі                             | Le Skylab                                                    | тітка Моніка              |
| 2011 | ф  | Припустимі винні                             | Présumé coupable                                             | Едіт Мареко               |
| 2011 | ф  | Будинок терпимості                           | L'Apollonide (Souvenirs de la maison close)                  | Марі-Франс                |
| 2011 | ф  | 17 дівчат                                    | 17 filles                                                    | шкільна медсестра         |
| 2011 | тф | Прощальний букет                             | Bouquet final                                                | власниця                  |
| 2010 | ф  | Вільні руки                                  | Les mains libres                                             | Ріта                      |
| 2010 | ф  | Копакабана                                   | Copacabana                                                   | Сюзанна                   |
| 2010 | ф  | Разом ми проживаємо величезну історію любові | Ensemble, nous allons vivre une très, très grande histoir... | мадемуазель Аделаїда      |
| 2010 | с  |                                              | La collection pique sa crise                                 | Шанталь                   |
| 2009 | тф | Для двох це простіше                         | À deux c'est plus facile                                     |                           |
| 2009 | ф  | Красиві хлопчаки                             | Les beaux gosses                                             | мати Ерве                 |
| 2009 | ф  | Коко                                         | Coco                                                         | Бріджит                   |
| 2008 | ф  | Простая душа                                 | Un coeur simple                                              | Настасья, сестра Фелісіте |
| 2007 | ф  | Акторки (Сон попередньої ночі)               | Actrices                                                     | Наталі                    |
| 2006 | ф  | Велика квартира                              | Le grand appartement                                         | Шарлотта Фалінгар         |
| 2006 | ф  | Школа для усіх                               | L'école pour tous                                            | Григорян                  |
| 2005 | ф  | Задній план                                  | Backstage                                                    | Жюльєт                    |
| 2005 | ф  | Один йде — інший залишається                 | L'un reste, l'autre part                                     | Ніколь                    |
| 2004 | ф  | Королі та королева                           | Rois et reine                                                | Елізабет                  |
| 2004 | кф | Невідома знаменитість                        | Illustre inconnue                                            | сестра                    |
| 2003 | ф  | Бутик                                        | France Boutique                                              | Монік                     |
| 2002 | ф  | Якби я був багатий                           | Ah! Si j'étais riche                                         | Клер                      |
| 2001 | ф  | Моя дружина — акторка                        | Ma femme est une actrice                                     | Наталі                    |
| 2018 | ф  | Один король — одна Франція                   | Un peuple et son roi                                         | Соланж                    |

Режисер/сценарист
| Рік  | Назва                          | Оригінал                           | Примітки                              |
| ---- | ------------------------------ | ---------------------------------- | ------------------------------------- |
| 1986 | Красивий                       | La belle                           | режисер (короткометражний)            |
| 1989 | Сказати так чи ні              | Dis-moi oui, dis-moi non           | режисер, сценарист (короткометражний) |
| 1992 | Чатовий                        | La sentinelle                      | сценарист (адаптація)                 |
| 1994 | Поцілуй мене                   | Embrasse-moi                       | режисер, сценарист (короткометражний) |
| 1994 | Забудь мене                    | Oublie-moi                         | режисер                               |
| 1996 | Серце примари                  | Le coeur fantôme                   | сценарист                             |
| 1996 | Забиті до смерті               | Clubbed to Death (Lola)            | сценарист                             |
| 1997 | У шкільні роки: Маленькі       | Les années lycée: Petites          | режисер, сценарист (телевізійний)     |
| 1999 | Життя мене не лякає            | La vie ne me fait pas peur         | режисер, сценарист                    |
| 2003 | Легше верблюдові               | Il est plus facile pour un chameau | сценарист                             |
| 2003 | Почуття                        | Les sentiments                     | режисер, сценарист                    |
| 2007 | І нехай усе танцює!            | Faut que ça danse!                 | режисер, сценарист                    |
| 2007 | Акторки (Сон попередньої ночі) | Actrices                           | сценарист                             |
| 2012 | Камілла роздвоюється           | Camille redouble                   | режисер, сценарист                    |
| 2013 | Замок в Італії                 | Un château en Italie               | сценарист                             |

## Нагороди та номінації
| Рік  | Назва фільму          | Нагорода                                               | Категорія                                                 | Результат |
| ---- | --------------------- | ------------------------------------------------------ | --------------------------------------------------------- | --------- |
| 1994 | Забудь мене           | Міжнародний кінофестиваль в Салоніках                  | Найкращий сценарій                                        | Перемога  |
| 1999 | Життя мене не лякає   | міжнародний кінофестиваль в Локарно                    | Приз екуменічного журі                                    | Перемога  |
| 1999 | Життя мене не лякає   | міжнародний кінофестиваль в Локарно                    | Срібний Леопард                                           | Перемога  |
| 1999 | Життя мене не лякає   | міжнародний кінофестиваль в Локарно                    | Приз молодіжного журі                                     | Перемога  |
| 1999 | Життя мене не лякає   | міжнародний кінофестиваль в Локарно                    | Золотий Леопард                                           | Номінація |
| 1999 | Життя мене не лякає   | Приз Жана Віго                                         | Найкращий фільм                                           | Перемога  |
| 2000 | Життя мене не лякає   | Міжнародний фестиваль незалежного кіно в Буенос-Айресі | Найкращий режисер                                         | Перемога  |
| 2000 | Життя мене не лякає   | Каннський кінофестиваль                                | Французький кінематографіст року                          | Перемога  |
| 2001 | Життя мене не лякає   | Фестиваль європейського кіно в Ввареджіо               | Найкращий європейський фільм                              | Перемога  |
| 2002 | Моя дружина — акторка | Премія «Сезар»                                         | Найкраща акторка другого плану                            | Номінація |
| 2003 | Почуття               | Приз Луї Деллюка                                       | Приз Луї Деллюка                                          | Перемога  |
| 2003 | Почуття               | Венеційський кінофестиваль                             | Золотий лев                                               | Номінація |
| 2004 | Почуття               | Премія «Сезар»                                         | Найкращий фільм                                           | Номінація |
| 2006 | Задній план           | Премія «Сезар»                                         | Найкраща акторка другого плану                            | Номінація |
| 2008 | Акторки               | Премія «Сезар»                                         | Найкраща акторка другого плану                            | Номінація |
| 2010 | Красиві хлопчаки      | Премія «Сезар»                                         | Найкраща акторка другого плану                            | Номінація |
| 2012 | Камілла роздвоюється  | Каннський кінофестиваль                                | Приз товариства драматичних авторів і композиторів (SACD) | Перемога  |
| 2012 | Будинок терпимості    | Премія «Сезар»                                         | Найкраща акторка другого плану                            | Номінація |
| 2012 | Камілла роздвоюється  | Кінофестиваль в Локарно                                | Variety Piazza Grande Award                               | Перемога  |
| 2013 | Камілла роздвоюється  | Премія «Сезар»                                         | Найкраща акторка                                          | Номінація |
| 2013 | Камілла роздвоюється  | Премія «Сезар»                                         | Найкращий режисер                                         | Номінація |
| 2013 | Камілла роздвоюється  | Премія «Сезар»                                         | Найкращий фільм                                           | Номінація |
| 2013 | Камілла роздвоюється  | Премія «Сезар»                                         | Найкращий сценарій                                        | Номінація |
| 2013 | Камілла роздвоюється  | Премія «Люм'єр»                                        | Спеціальний приз журі                                     | Перемога  |
| 2016 | Тепла пора року       | Премія «Сезар»                                         | Найкраща акторка другого плану                            | Номінація |